# Jos Deacon
Jos Deacon ist ein US-amerikanischer Schauspieler.

## Leben
2011 gab Deacon sein Schauspieldebüt im Kurzfilm Journey Forward. 2012 erhielt er die Rolle des Officer Hurley im Film Bikini Spring Break Massaker. Im selben Jahr war er außerdem im Spielfilm 12/12/12 und im Kurzfilm Diary of a Vampire zu sehen. 2014 spielte er im Film Jailbait mit der Rolle des Officer Gere erneut einen Polizisten. Im selben Jahr wirkte er im Kurzfilm Mobsters’ Association in der Hauptrolle des Henchman mit. 2016 verkörperte er in zwei Episoden der Fernsehserie Fight or Die die Rolle des Agent Gonzales. 2018 übernahm er die Rolle des Wright im Actionfilm Attack from the Atlantic Rim 2 – Metal vs. Monster. 2020 wirkte er mit In the Drift in einem weiteren The-Asylum-Film als Lopez mit.

## Filmografie (Auswahl)
- 2011: Journey Forward (Kurzfilm)
- 2012: Bikini Spring Break Massaker (Girls gone Dead)
- 2012: 12/12/12
- 2012: Diary of a Vampire (Kurzfilm)
- 2013: Innocent Blood
- 2013: Lifeline (Kurzfilm)
- 2013: The Spy Within (Miniserie)
- 2013: The Legend of Muscles Glasses (Fernsehserie)
- 2014: Jailbait
- 2014: Fallout: Crossroads (Kurzfilm)
- 2014: Mobsters' Association
- 2016: The Horde
- 2016: Fight or Die (Fernsehserie, 2 Episoden)
- 2017: Death Pool
- 2018: Attack from the Atlantic Rim 2 – Metal vs. Monster (Atlantic Rim: Resurrection)
- 2020: In the Drift